# Franz Berger (Politiker, 1959)
Franz Berger (* 28. März 1959 in Salzburg) ist ein österreichischer Schuldirektor und Politiker (ÖVP). Berger ist seit 2008 Abgeordneter zum Tiroler Landtag.

## Ausbildung und Beruf
Berger besuchte von 1965 bis 1973 die Volks- und Hauptschule in Lofer und absolvierte zwischen 1973 und 1978 die Höhere Bundeslehranstalt für alpenländische Landwirtschaft in Ursprung-Elixhausen. Nach der Matura 1978 besuchte Berger von 1979 bis 1980 die Agrarpädagogische Akademie in Wien-Ober Sankt Veit und legte 1983 die Lehrbefähigungsprüfung ab. Zuvor hatte Berger 1980 bereits die Landesschilehrerausbildung in Kaprun absolviert, zwischen 1995 und 1996 schloss er zudem eine Ausbildung zum staatlichen Fit-Lehrwart in St. Johann in Tirol ab.
Beruflich war Berger von 1978 bis 1981 zeitweise als Kraftfahrer im elterlichen Betrieb tätig und arbeitete danach von 1980 bis 1981 als Landesschilehrer. Nachdem er zwischen 1981 und 1996 als landwirtschaftlicher Fachlehrer an der Landwirtschaftlichen Landeslehranstalt in St. Johann in Tirol gearbeitet hatte, wurde er 1993 Direktorstellvertreter und ist seit 1996 Direktor der Landwirtschaftlichen Landeslehranstalt in St. Johann.

## Politik
Berger engagierte sich von 1986 bis 1989 als Ortsobmann der Jungen ÖVP in Lofer und war während dieser Zeit auch Ortsobmann-Stellvertreter des ÖAAB Lofer. Zwischen 1988 und 1989 war er zudem Bezirksvertreter der Jungen ÖVP Pinzgau. Nach seiner Übersiedelung nach Tirol hatte er zwischen 1991 und 1996 die Funktion des Ortsparteiobmann-Stellvertreters der Gemeinde Oberndorf inne und ist seit 2003 Mitglied der Ortsparteileitung Oberndorf. Er hat zudem seit 2002 die Funktion des Bezirksobmann von „Forum Land“ inne und war von 1986 bis 1996 Personalvertreter der Tiroler Landwirtschaftslehrer. Des Weiteren war Berger von 1986 bis 1996 Mitglied des Landesvorstandes der Gewerkschaft öffentlicher Dienst (Sektion 27).
Berger vertritt die ÖVP seit dem 1. Juli 2008 im Tiroler Landtag und ist Bereichssprecher für Bildung und Kultur im ÖVP-Landtagsklub. 

## Privates
Berger war von 1990 bis 2007 Mitglied des Pfarrgemeinderat und vier Jahre lang Obmann des Tennisclubs Oberndorf. Er ist seit 1987 nebenberuflich als Musiker aktiv und ist seit 2000 auch Liedermacher. Musikalisch ist Berger zudem seit 1995 im Männergesangsverein St. Johann engagiert.